# Callyspongia truncata
Callyspongia truncata är en svampdjursart som först beskrevs av Lendenfeld 1887.  Callyspongia truncata ingår i släktet Callyspongia och familjen Callyspongiidae. Inga underarter finns listade i Catalogue of Life.